# Zamarada tullia
Zamarada tullia là một loài bướm đêm trong họ Geometridae.